# 勒韦西内中央站
勒韦西内中央站（法語：Gare du Vésinet-Centre），是法国的一个铁路车站，位于伊夫林省勒韦西内。属于第四收费区（法語：Zone 4）。本站每天白天10分钟一班列车，夜间15分钟一班列车。

## 位置
本站位于勒韦西内，是一个属于大区快铁A线A1支线的一座车站，开通于1837年8月26日。原属于巴黎到圣日耳曼铁路。1972年10月1日大区快铁开始使用本站。